# 溝口由利香
溝口 由利香（みぞぐち ゆりか、1995年9月23日 - ）は、日本の女子バレーボール選手。

## 来歴
福岡県福岡市出身。3人姉妹の次女。小学1年生のときに姉の影響でバレーボールを始めた。
2017年12月1日、ヴィクトリーナ姫路公式サイトにて溝口の入団内定が発表された。同期入団は大元朱菜、菅原未来、中本葉月ら。
2020年、チームの新体制発足に伴い副キャプテンに就任。
2021年3月8日、チーム公式サイトにて溝口の退団が発表された。
2021年7月1日、V2リーグに所属するプレステージ・インターナショナルアランマーレに移籍した。しかし、12月より体調不良が続き、医師より休養しての治療を薦められ、休養してチームに迷惑をかけたくないという理由で退団を希望。2022年1月11日、アランマーレは溝口の退団を発表した。
2022年3月14日、V.LEAGUE入りを目指す地元のチームであるカノアラウレアーズ福岡より移籍加入が発表された。本人コメントによると、体調は回復してきていて、体調についても配慮されているとのこと。
2022/23シーズンをもって、海外挑戦を希望しカノアラウレアーズ福岡を退団。
2023年9月、ドイツ2部リーグ (de) のVfL Oythe (de) に橘井友香と共にトライアウトを経て入団。チームは2部北地区で優勝しブンデスリーガ・プロ (de) 昇格を決め、自身はMVPに選出された。

## 受賞歴
- 2024年 - ブンデスリーガ2部北地区 MVP

## 人物・エピソード
- 竹下佳江監督の元でバレーボールをやりたいという思いを胸にトライアウトを受け、ヴィクトリーナ姫路に入団した[13]。
- 姫路で共にプレーした外国人選手から影響を受け海外でのプレーを希望するようになった[14]。

## 出演

### YouTube
サンテレビ 
- 【GO!ヴィクトリーナ】第8回 溝口由利香選手（リベロ）（2018年12月19日）

## 所属チーム
- 福岡市立飯倉中央小学校（飯倉ウイング）[2]
- 福岡市立原中学校[2]
- 純真高等学校[1]
- 日本体育大学[1]
- ヴィクトリーナ姫路 #18（2018-2021年）
- プレステージ・インターナショナルアランマーレ #15（2021-2022年）
- カノアラウレアーズ福岡（2022-2023年）
- VfL Oythe (de) （2023-2024年）

## 個人成績
V.LEAGUEの個人成績は下記の通り（交流戦・プレーオフを含む）。
| 大会        | 所属        | 出場   | 出場     | アタック | アタック | アタック | アタック | バックアタック | バックアタック | バックアタック | バックアタック | アタック決定本数 | ブロック | ブロック   | サーブ | サーブ     | サーブ | サーブ | サーブ | サーブ | サーブレシーブ | サーブレシーブ | サーブレシーブ | 総得点 |
| ----------- | ----------- | ------ | -------- | -------- | -------- | -------- | -------- | -------------- | -------------- | -------------- | -------------- | ---------------- | -------- | ---------- | ------ | ---------- | ------ | ------ | ------ | ------ | -------------- | -------------- | -------------- | ------ |
| 大会        | 所属        | 試合数 | セット数 | 打数     | 得点     | 失点     | 決定率   | 打数           | 得点           | 失点           | 決定率         | セット平均       | 得点     | セット平均 | 打数   | ノータッチ | エース | 失点   | 効果   | 効果率 | 受数           | 成功           | 成功率         | 総得点 |
| V1 2019-20  | 姫路        | 23     | 76       | 0        | 0        | 0        | -        | 0              | 0              | 0              | -              | -                | 0        | -          | 0      | 0          | 0      | 0      | 0      | -      | 316            | 219            | 58.7           | 0      |
| CM 2019-20  | 姫路        | 2      | 6        | 0        | 0        | 0        | -        | 0              | 0              | 0              | -              | -                | 0        | -          | 0      | 0          | 0      | 0      | 0      | -      | 19             | 16             | 81.6           | 0      |
| V2 2018-19  | 姫路        | 23     | 63       | 0        | 0        | 0        | -        | 0              | 0              | 0              | -              | -                | 0        | -          | 0      | 0          | 0      | 0      | 0      | -      | 195            | 148            | 66.2           | 0      |
| 通算：3大会 | 通算：3大会 | 48     | 145      | 0        | 0        | 0        | -        | 0              | 0              | 0              | -              | -                | 0        | -          | 0      | 0          | 0      | 0      | 0      | -      | 530            | 383            | 62.3           | 0      |